# 이심이100
이심이100은 한국해양연구원이 개발한 수심 100m의 강한 조류에서 해저를 탐사할 수 있는 자율 무인 잠수정(AUV)이다.

## 역사
2009년 개발했다. 유선이며 강한 조류에는 사용이 불가능한 해미래와는 달리 무선 조종이며, 강한 조류에 사용할 수 있다. 대신 최고 잠항 깊이가 100미터로 심해에서는 사용이 불가능하다.
해미래는 2개의 로봇팔이 있는데, 이심이100은 소형 어뢰 모양으로 생겼으며, 로봇팔이 없다. 수중 촬영만 가능하다.

## 같이 보기
- 이심이6000
- 해미래